# Protásio de Oliveira Airport
Protásio de Oliveira Airport är en flygplats i Brasilien.   Den ligger i kommunen Belém och delstaten Pará, i den nordöstra delen av landet, 1 600 km norr om huvudstaden Brasília. Protásio de Oliveira Airport ligger 13 meter över havet.
Terrängen runt Protásio de Oliveira Airport är mycket platt. Havet är nära Protásio de Oliveira Airport åt nordväst. Runt Protásio de Oliveira Airport är det mycket tätbefolkat, med 5 805 invånare per kvadratkilometer.. Närmaste större samhälle är Belém, 6,7 km sydväst om Protásio de Oliveira Airport. 
Runt Protásio de Oliveira Airport är det i huvudsak tätbebyggt.